# In da Club
In da Club jest pierwszym oficjalnym singlem 50 Centa z albumu Get Rich or Die Tryin’. Singel został wydany w 2003 roku. Akcja teledysku dzieje się w klubie. Najpierw naukowcy tworzą potęgę jaką ma być 50 Cent, a później raper wychodzi do klubu. W teledysku oprócz 50 Centa można zobaczyć Eminema, Dr. Dre, G-Unit oraz Xzibita. Jest to jeden z klipów, w którym użyto fragmentu z „Without Me” Eminema.

## Notowania
| Kraj              | Najwyższa pozycja |
| ----------------- | ----------------- |
| Australia         | 1                 |
| Austria           | 3                 |
| Belgia            | 2                 |
| Dania             | 1                 |
| Finlandia         | 8                 |
| Francja           | 16                |
| Holandia          | 2                 |
| Irlandia          | 1                 |
| Niemcy            | 1                 |
| Norwegia          | 3                 |
| Nowa Zelandia     | 1                 |
| Stany Zjednoczone | 1                 |
| Szwajcaria        | 1                 |
| Szwecja           | 4                 |
| Wielka Brytania   | 3                 |
| Włochy            | 9                 |